# Adolf Strauß
Adolf Strauß (Schermcke, Porosz Királyság, 1879. szeptember 6. – Lübeck, 1973. március 20.) német katona. A második világháborúban tanúsított szolgálataiért megkapta a Vaskereszt Lovagkeresztjét, négy alkalommal a Wehrmachtberichtben is megemlítésre került. A Barbarossa hadművelet során a 9. német hadsereg (9. Armee, Közép Hadseregcsoport) vezetője volt. A háború végét brit fogságban töltötte.